# Markus Lutteman
Markus Lutteman, född 24 februari 1973, är en svensk journalist och författare. Han har arbetat som journalist på bland annat Svenska Dagbladet, Aftonbladet och Nerikes Allehanda.
Debutboken El Choco (2007) är en biografi om Jonas Andersson som 2002 dömdes till fängelse i Bolivia för försök till knarksmuggling. Utsatt (2010) handlar om adopterade Ester Janssons liv, men också om Afrikas längsta krig och det svenska samhällets skiftande syn på adoptioner genom årtiondena.
Tillsammans med Patrik Sjöberg skrev Markus Lutteman biografin Det du inte såg (2011). Boken handlar bland annat om de övergrepp tränaren Viljo Nousiainen utsatte Sjöberg för under hans barn- och ungdomsår.
Tre år senare utkom biografin Per Holknekt 1960-2014, som Lutteman skrivit tillsammans med Per Holknekt.
Markus Lutteman och Mons Kallentoft gav i juni 2014 ut spänningsromanen Zack, den första i en serie om den unge kriminalinspektören Zack Herry vid Stockholmspolisen. Böckerna baseras mycket fritt på den grekiska myten om Herkules tolv stordåd. Tillsammans skrev Kallentoft och Lutteman även uppföljarna Leon, Bambi och Heroine.
2016 utkom Luttemans första thriller, Blodmåne, om den illegala världshandeln med noshörningshorn, och 2019 boken Floden.